# Szemléltetés
A szemléltetés többféle prezentációs technika, amely esetenként lehetőséget nyújt az interaktivitásra. 

## Mi a szemléltetés?

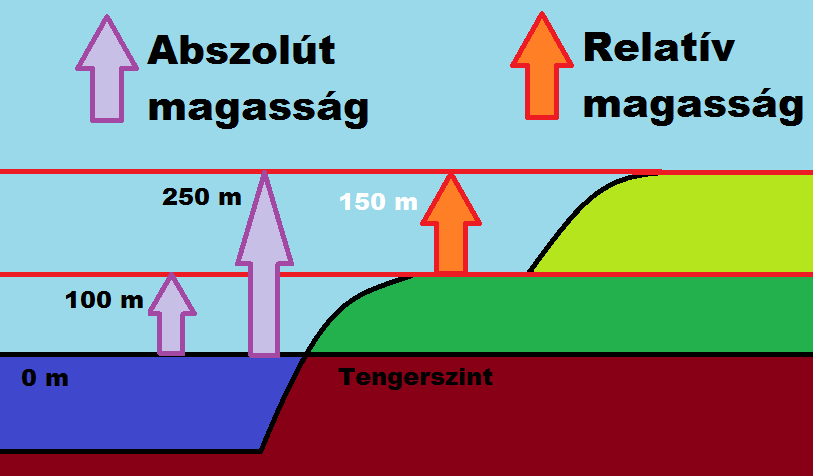
A relatív és az abszolút magasság közötti összefüggés szemléltetése

A szemléltetés az oktatási folyamatban több személy közös tevékenysége, amikor egy vagy több személy a valóság egy részletét (jelenséget, tárgyat, eseményt, cselekvést stb.) mások számára bizonyos jellemzők kiemelésével, saját értelmezésével kiegészítve úgy mutat meg, hogy a folyamat résztvevői a megismerési folyamatnak a lehető legaktívabb résztvevői lesznek.
(A szemléltetés (demonstráció, illusztráció) olyan szemléletes oktatási módszer, amelynek során a tanulmányozandó tárgyak, jelenségek, folyamatok észlelése, elemzése történik.)

## Kezdetek
A szemléltetés az egyik legősibb, legáltalánosabb oktatási módszer, amelyet már az iskolázás előtt is használtak (családban, szakmai nevelésben), és napjaink oktatásában is alkalmaznak. A bemutatás nagy szerepet kap Comenius, Pestalozzi, Diesterweg és Usinszkij oktatásfeldolgozásában is. 

## Miért hasznos?
A demonstráció a tevékenység elsajátításának fontos kiindulópontja. Vegyük például a hangszeres zenét, úszást, szakmai feladatokat, stb. Sokkal könnyebb megérteni és elsajátítani a szívműtét folyamatát, ha előtte azt szemléltetik is, nem csak verbálisan összefoglalják. Emellett a fogalom-, az elméleti- és absztrakt ismeretek tanulásában is meghatározó szerepet játszhat. 
Hátrányai
Hát nem túl jó.

## Az előadás során ajánlott eszközök és alkalmazások
• Google Docs, Evernote, Wikipedia – ezek az alkalmazások alkalmasak a saját vagy mások gondolatainak, véleményeinek, kérdéseinek a megosztására, valamint közös jegyzetelésre mind az előadás előtti alatti és utáni szakaszban. Ezek egyfajta digitális dokumentumok, „jegyzetfüzetek”
•Moodle, Facebook, Google Plus – ezek a programok egyfajta keretrendszerek mely a tanulást támogatják illetve közösségi felületek, amik az oktatási folyamatot kívánják szabályozni. Alkalmasak a tartalmak áttekintésére, illetve a tartalomnak a rendszerezett megosztására valamint a források integrálására. 
•Delicious, Twitter, Hashtag – ezek az alkalmazások alkalmasak az „online közösségi szolgáltatások igénybevételéhez az oktatási folyamat előtt, alatt és után, a közösségi tartalomszűréshez a forrásfeldolgozás érdekében.”
• SlideShare, YouTube, Ustream, Vimeo, iTunes – ezek az alkalmazások „prezentációmegosztó, podcast és videomegosztó online szolgáltatások, illetve olyan csoportfelület, amelyre ezek összegyűjthetők”
• „Az előadás alatti interakciót biztosító online alkalmazások és technikai megoldások (pl. Twitter vagy szavazógép). „

## A prezentációs stratégia
Az előadás: Előadásnak nevezünk a továbbiakban minden olyan eljárást, amikor a tanár az egész osztálynak egyszerre (azaz frontálisan) döntően szóban - esetleg szemléltetéssel kiegészítve - prezentálja a tananyagot. Tekintsük át a jó előadás néhány fontos feltételét!
Felkészültség. Látszólag triviális, hogy csak arról tudunk érthetően és érdekesen beszélni, amiben járatosak vagyunk.
Felépítettség. Kell, hogy legyen előadásunknak egy gondolati íve, amely haladhat az egyszerűtől a bonyolultig, az egésztől a részig, a résztől az egészig, a közelitől a távoliig vagy fordítva stb., ahogy az anyag belső logikája és a tanulócsoport összetétele megkívánja.
Előzetes terv. Csak akkor számíthatunk arra, hogy előadásunk jól felépített lesz, ha előzetesen megtervezzük. A legtöbb tanár számára a vázlatírás a legmegfelelőbb tervezés. Ilyenkor címszavakat írunk fel magunknak, amelyekre előadás közben ránézhetünk anélkül, hogy elvonná a figyelmünket, és a szavakról egész gondolatsorokra asszociálhatunk. 
Hasonlatok, analógiák. A magyarázat hatékonyságát nagymértékben növelhetik az analógiák. Ilyenkor az ismeretlent az ismerthez, a távolit a közelihez hasonlítjuk, hogy elősegítsük a megértést.
Ismétlések. Nehezen képzelhető olyan előadás, amelyben semmit sem ismétlünk meg. A sok ismétlés unalmassá teszi az előadást, az ismétlések hiánya viszont megjegyezhetetlenné pl: összegző ismétlés: helyenként megállunk, összefoglaljuk az eddigieket, és átismételjük a legfontosabb megállapításokat vagy a  sulykoló ismétlés: a legfontosabb gondolatokat, összefüggéseket újra és újra megismételjük, így az előadás végére ezek biztosan megmaradnak.

## A szemléltetés
A szemléltetés alapelve, hogy amit meg lehet mutatni, arról ne csak beszéljünk, hanem mutassuk is meg. Ma már ez triviálisnak tűnik, a szemléltetést azonban mintegy fel kellett találni az újkor kezdetén. Ismeretes, hogy ez a pedagógiai forradalom Comenius nevéhez kötődik, és filozófiai hátterét tekintve a szenzualizmushoz, társadalmi hátterét tekintve a középszintű oktatás első nagy expanziójához kapcsolódik. Bármennyire is magától értetődik ma már a szemléltetés szükségessége, kétségtelen, hogy ritkábban élünk ezzel a lehetőséggel, mint az szükséges volna. Szemléltetésről akkor beszélünk, amikor elvont mondandónkat konkrét-érzéki anyaggal illusztráljuk. Legtipikusabb esetben ez képi-vizuális megjelenítést jelent, ezért először a szemléltetésnek ezzel a modalitásával foglalkozunk.
A vizuális szemléltetés: Dacára a comeniusi forradalom hatalmas jelentőségének, a mai iskolában nagyon kevéssé van jelen a képi szemléltetés. Az elméleti tárgyak oktatása döntően a nyelvi és a logikai-matematikai intelligenciára támaszkodik, és igen csekély teret biztosít a látványnak, a látványon keresztül történő megértésnek. Három alapvető megfontolást ajánlok az olvasó figyelmébe azzal kapcsolatban, hogy növelni volna szükséges a vizualitás szerepét a tananyagban és a tanításban általában. 
Fejlődés-lélektani megfontolások: a fogalmi gondolkodás a vizualitásra épül. 
Differenciális lélektani megfontolások: nem vagyunk egyformák, az egyoldalúan verbális oktatás hátrányos helyzetbe hozza a vizuális gondolkodású tanulókat. 
Kultúraelméleti megfontolások: a média növekvő szerepe vizuális irányba tolja az új nemzedékek gondolkodását.
Az auditív szemléltetés: A kép és a hang ma már egyre inkább kombinálva jelenik meg, erről fentebb már esett szó. Érdemes azonban röviden kitérni a szemléltetés azon eseteire, amikor kifejezetten a hangokon van a hangsúly. Bizonyos tárgyak (idegen nyelvek, zene) számára magától értetődik a hangzó anyagok használata. A magnó (vagy a CD) azonban kevésbé "látványos" eszközök, mint a videó vagy a számítógép, ezért más tárgyak esetében gyakran kihasználatlanul hagyjuk a kínálkozó lehetőségeket is. Lássunk néhány kiragadott példát!
Magyar nyelv: kommunikációs helyzetek, nyelvhasználati módok, nyelvjárások stb.
Magyar irodalom: irodalmi művek művészi előadása, megzenésített versek, korstílusok zenei illusztrálása stb.
Történelem: archív rádiófelvételek, korabeli zene, politikai zene stb.
Társadalomismeret: rádióriportok stb.
Biológia: állathangok stb.
Fizika: hangtan stb.
Matematika: zene és matematika kapcsolata stb.